# Burgruine Andrian
Die spärlichen Mauerreste der Burgruine Andrian befinden sich bei Andrian in Südtirol, versteckt im Wald auf einem Geländesporn oberhalb von Burg Wolfsthurn. Eindeutiger Grundriss ist keiner mehr vorhanden.
Die Höhenburg wurde erstmals 1237 als „castrum Andriani in superiori palatio“ erwähnt, als Bischof Egno von Eppan eine Urkunde in ihr ausstellte. Bekannt ist, dass die Anlage ursprünglich eine Burg der Grafen von Eppan war und in den Kriegen mit Graf Meinhard II. im Jahre 1276 an diesen übergeben wurde; danach wurde die Burg aufgelassen und verfiel. Die Burgruine steht seit 1979 unter Denkmalschutz.

## Weblinks

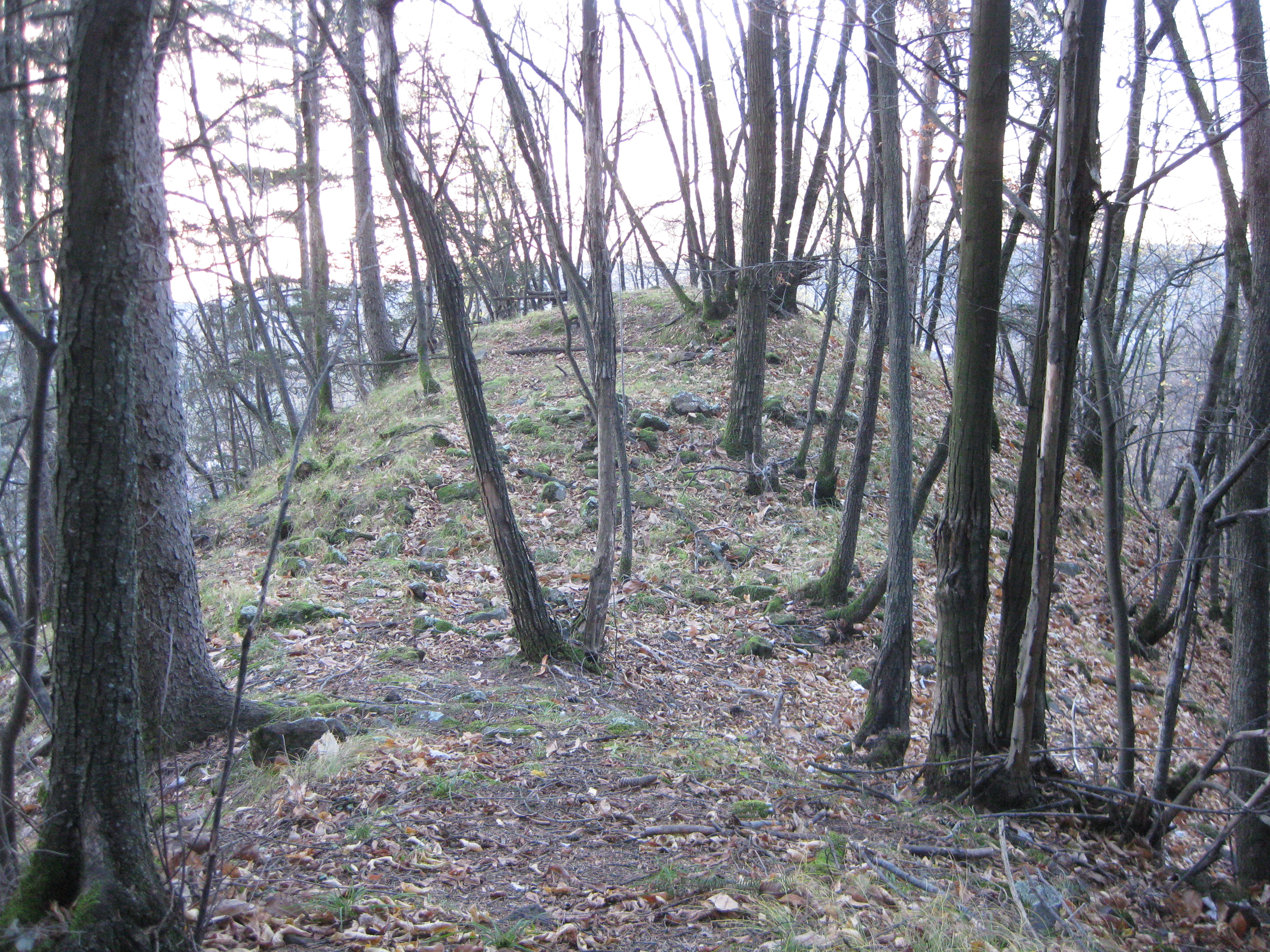
Geländesporn der einstigen Burg